# コオニタビラコ
コオニタビラコ（小鬼田平子・稲槎菜、学名: Lapsanastrum apogonoides）とは、キク科ヤブタビラコ属に属する越年草の一つ。タビラコ（田平子）やホトケノザ（仏の座）ともいい、春の七草の一つとしても知られている。標準和名としてはコオニタビラコを使用する。若い葉を食用とする。

## 名前について
コオニタビラコは春の七草で、昔はホトケノザとよばれていた。ホトケノザという別名は、ロゼット葉の姿からつけられたものと思われるが、現在ではシソ科の雑草であるホトケノザ（Lamium amplexicaule）に与えられ、そちらが標準和名となっている。これは初春に花をつける草花で、毒草ではないが、まずくて食用にはならない。
ややこしいのはオニタビラコとの関係で、「鬼タビラコ」はタビラコの大きいものの意味であるから、「小鬼タビラコ＝タビラコの大きいものより小さいもの（＝タビラコ）」の意味で、循環してしまっている。
「田平子（たびらこ）」は、早春のまだ水がない田んぼや畦に、土に張り付くように根出葉を広げている様子から名付けられている。また、これらとは別に、ムラサキ科の植物であるキュウリグサの別名にもタビラコがある。
漢字表記の稲槎菜は漢名に由来し、稲の刈跡に生えることにちなむ（「槎」には「木を斜めに切る」という意味がある）。
地方名に、カワラケナ、タンポコナがある。

## 特徴
日本の本州（主に青森県津軽以南）、四国、九州に広く分布する。湿地を好み、田を起こす前の水のない田んぼの中や、周囲のあぜ道、土手などに多く生える。
越年草。草質はやわらかく、タンポポを小さくしたような草姿をしている。初春の水田ではロゼット葉を広げて地面にはいつくばった姿で見られ、まだ寒いころは紫色を帯びている。葉は羽状複葉で、長さは10 - 15セントメートル　(cm)、頂羽片が大きくて丸っこい。茎は高さは10 cm程度で、春になると葉の間から数本の茎を斜めに出して、伸びた茎先に黄色の頭状花が咲く。頭状花は舌状花からなり、日が当たると開き、夕方や曇りの日は閉じてしまう。花が終わると果実は丸く膨らみ、下を向く。種子には綿毛がない。

## 近縁種
近縁種のヤブタビラコ（Lapsana humilis）は、根出葉がやや大柄で、茎葉がやや立ち上がり、舌状花（花びら）の数も多い。山沿いの湿ったところに自生する。
水田が減少した現代では、水田雑草であるコオニタビラコよりも、むしろオニタビラコ（Youngia japonica）の方が普通に見られ、道ばたなどによく出現する。こちらはタンポポふうにギザギザした根出葉を広げ、中心から長い花茎をまっすぐに立て、先端で枝分かれをして多数の小さな黄色い頭状花序をつける。種子には綿毛がある。名前が似ているのでコオニタビラコと混同されがちな野草であるが、コオニタビラコはヤブタビラコ属の種であるのに対して、オニタビラコはオニタビラコ属に分類される別属の植物である。
ヤブタビラコ、オニタビラコともに食べることができるが、食味はコオニタビラコよりも劣ると評される。

## 利用
茎が立つ前の、2 - 3月ごろのやわらかい根出葉を採取して食用にする。採取する際は、株を引っ張るとちぎれるため、根際からナイフで切りとって採取する。ややアクが強いため、茹でて30分くらい水にさらしてアクを抜き、新春には七草がゆに利用するほか、おひたし、ごま和え、汁の実などにして食べられる。薄い塩味の炊いたご飯に混ぜ込んだ菜飯や、生で天ぷらや油炒めにもできる。